# Parametaria
Parametaria is een geslacht van weekdieren uit de klasse van de Gastropoda (slakken).

## Soorten
- Parametaria dupontii (Kiener, 1846)
- Parametaria epamella (Duclos, 1840)
- Parametaria macrostoma (Reeve, 1858)

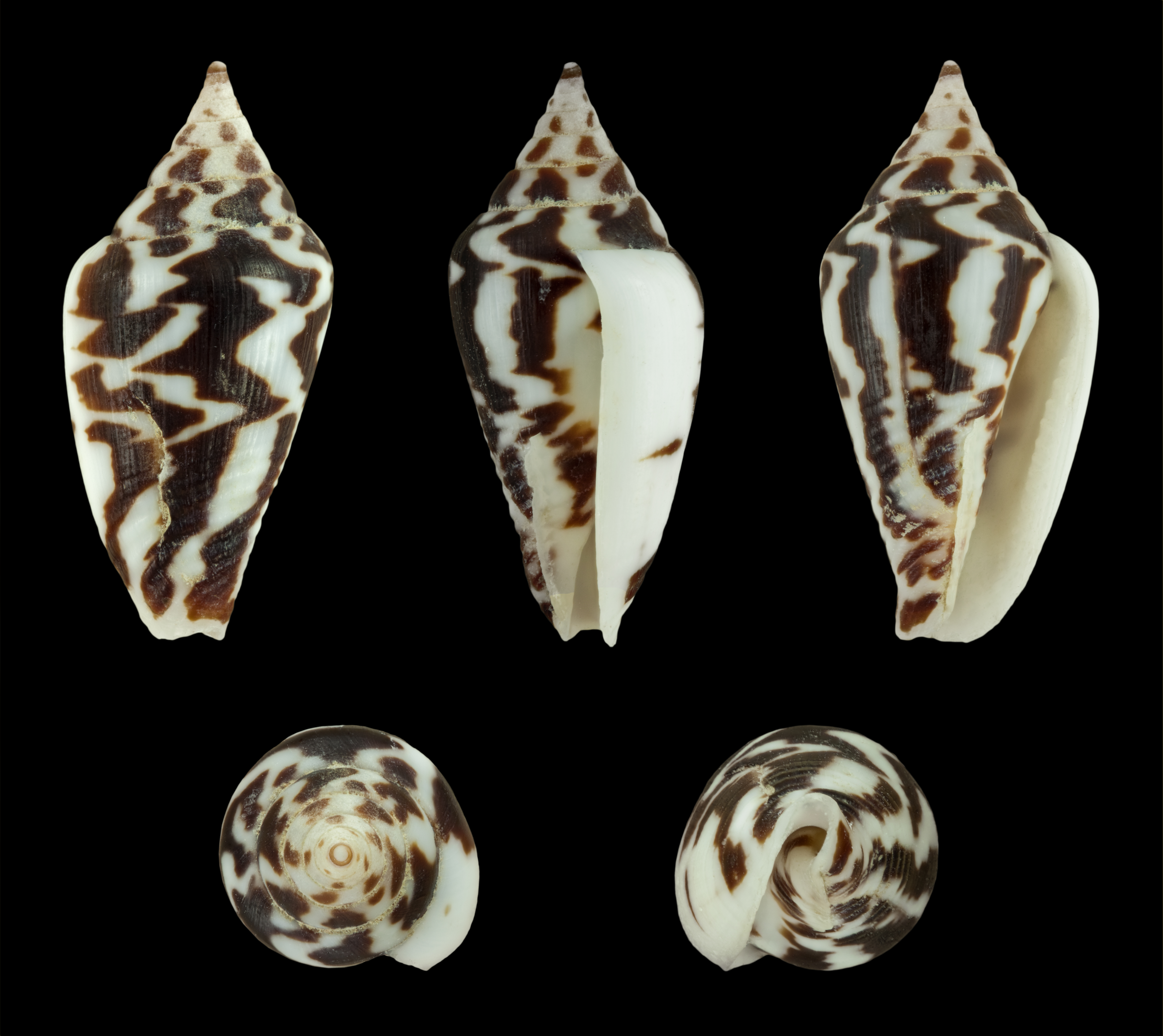
Parametaria epamella
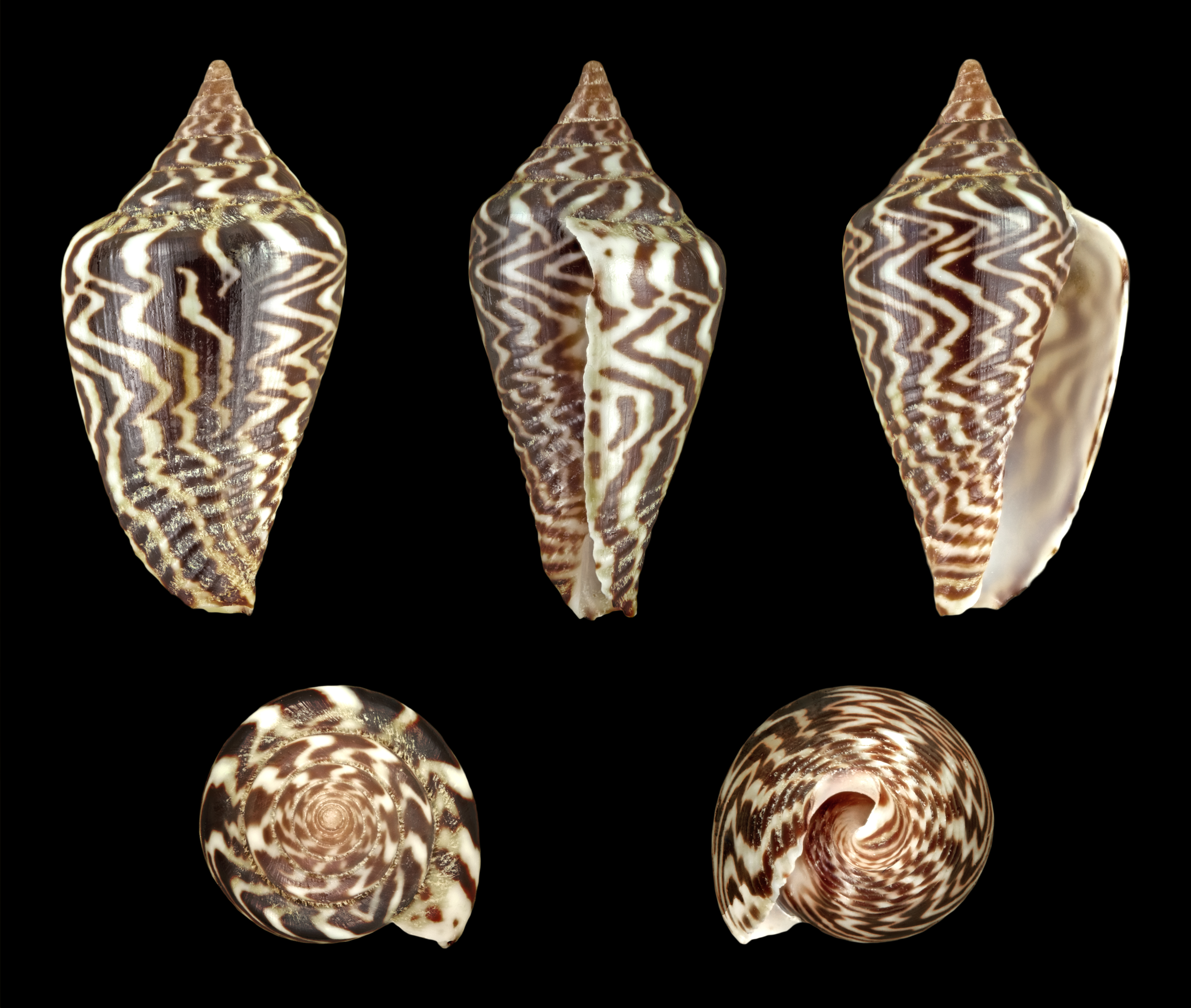
Parametaria epamella
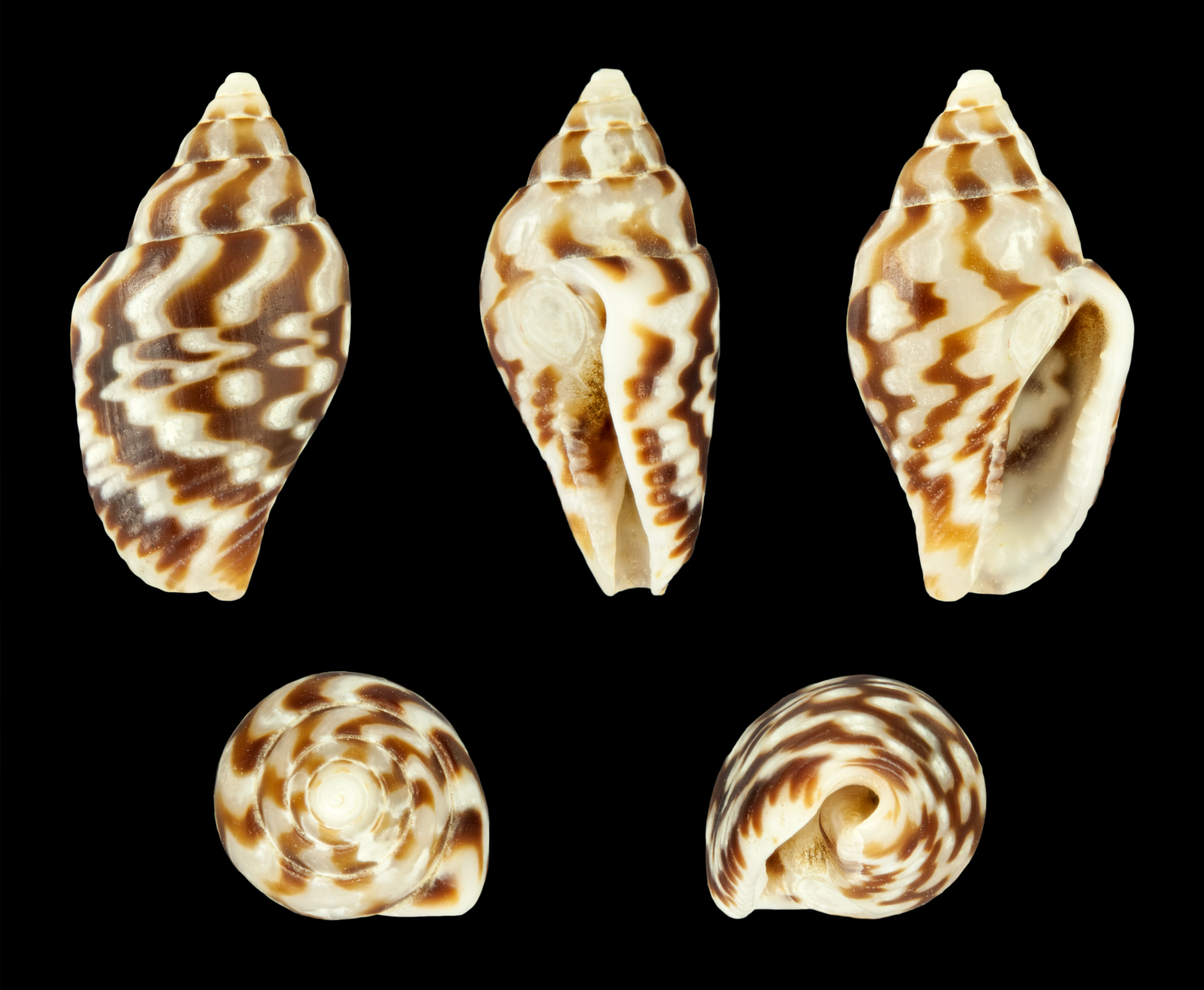
Parametaria philippinarum